# 加迪迈庙

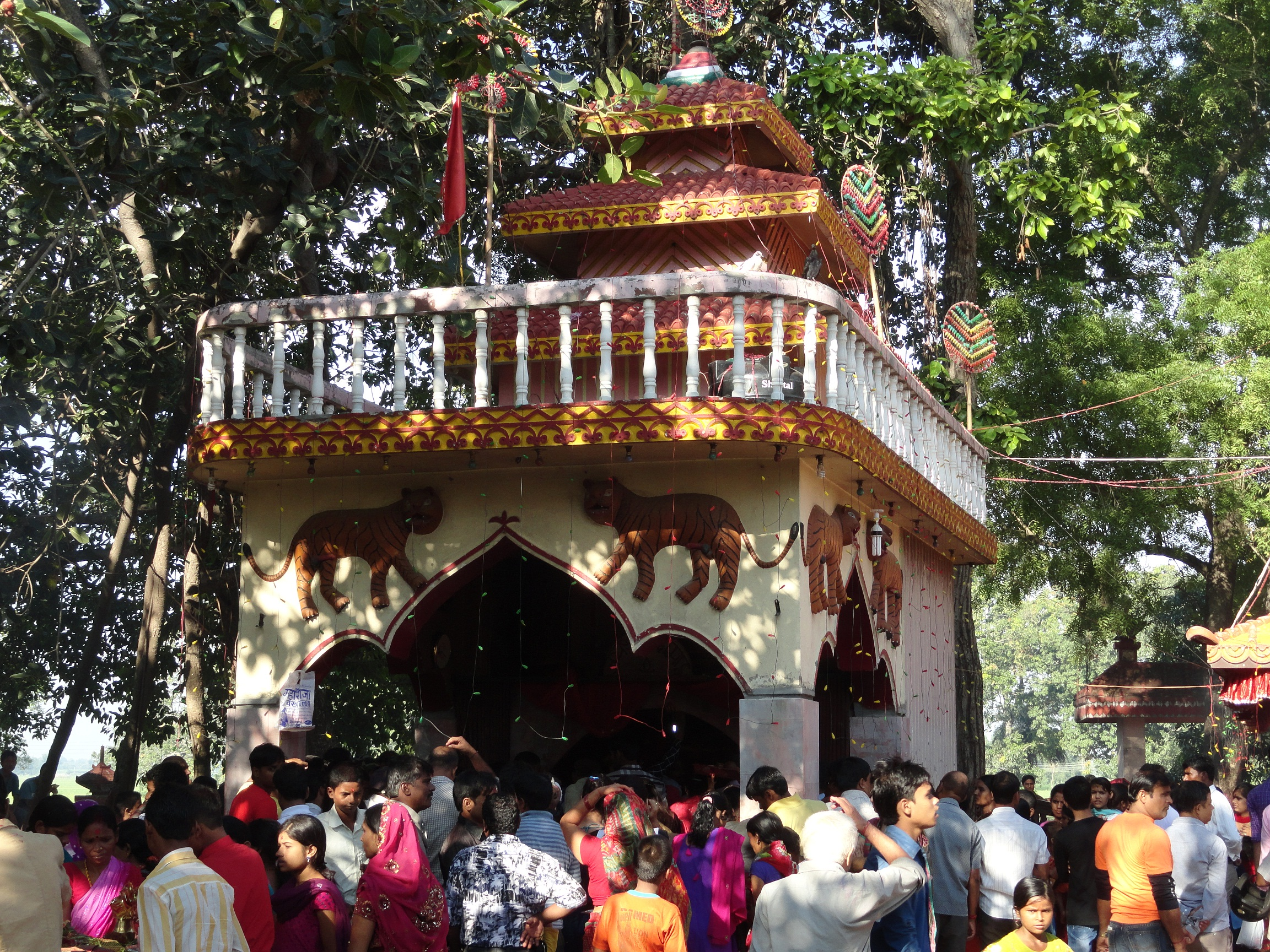
加迪迈庙的图片

加迪迈庙（英語：Gadhimai Temple）位于尼泊尔巴拉县巴里亚尔普尔，是一座印度教寺庙。

## 简介
加迪迈庙位于尼泊尔南部中央，距离加德满都160公里，靠近印度比哈尔邦。加迪迈庙是供奉印度教中的力量女神“加迪迈”（Gadhimai）的寺庙。
加迪迈庙每5年举办一次加迪迈节。在这个节日中，加迪迈庙及所在地区会举行大规模的祭祀仪式，献祭大量动物以求加迪迈女神保佑人们各自实现自己的愿望。据估计，2009年加迪迈节期间，有30万到50万只动物被杀死，50万人来该庙参观。加迪迈节被认为是世界上最大规模的动物献祭。
若干动物权利活动人士在每次举办加迪迈节之前及之中反对该节日。2009年加迪迈节引起了玛妮卡·甘地、碧姬·芭铎等知名人士的关注，他们齐齐反对这种大规模杀戮动物的行为。尼泊尔政府官员表示，他们不能阻止许多世纪延续下来的这种传统，尽管尼泊尔和印度的动物权利活动人士对此表示反对。动物权利活动人士说，他们不指望一夜之间就结束这种行为。